# Álvar Núñez Cabeza de Vaca

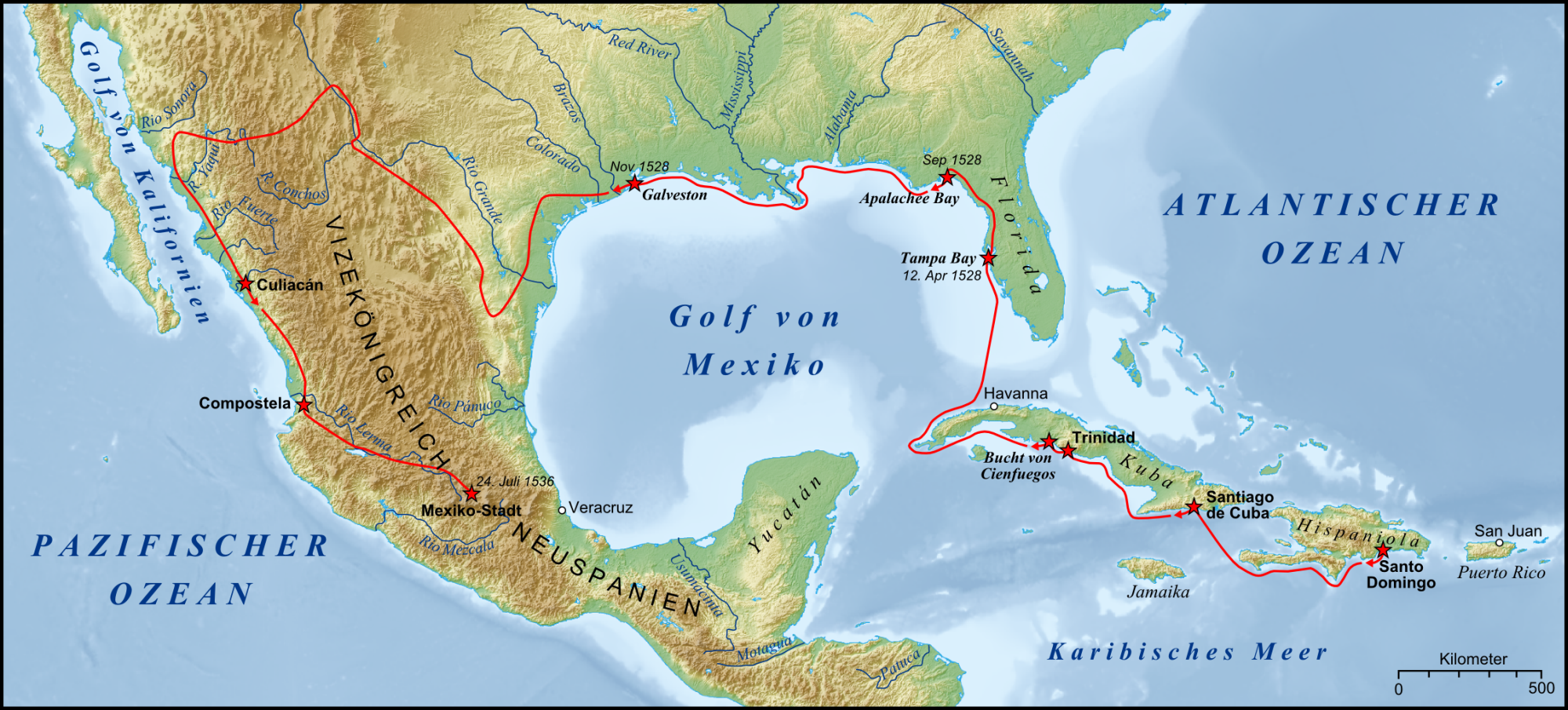
Expedição de Cabeza de Vaca.

Álvar Núñez Cabeza de Vaca (Xerez da Fronteira, 1488/1492 – Sevilha, 1556/1559), também conhecido na historiografia lusófona por Álvaro Nunes Cabeça de Vaca, foi um colonizador espanhol que esteve na América duas vezes. A primeira em 1527 na expedição de Pánfilo de Narváez para o território da Flórida, sobre a qual escreveu o livro Naufrágios, publicado em 1542 em Samora. A segunda estância foi como governador do Rio da Prata, de 1540 a 1544, de onde volta preso. Sobre este período escreveu seu secretário, Pero Hernández, os Comentários, publicados junto do primeiro relato em 1555 em Valladolid. É conhecido por ter sido o primeiro europeu a descrever as Cataratas do Iguaçu e explorar o curso do Rio Paraguai.

## Infância
A data de nascimento de Cabeza de Vaca é incerta, variando entre 1490 e 1492, em Xerez da Fronteira, cidade espanhola localizada na Andaluzia. Fazia parte de uma família nobre, o que era suficiente para dar a Cabeza de Vaca acesso à educação e à corte. Filho de Francisco de Vera, e de Teresa Cabeza de Vaca y de Zurita (segundo a tradição espanhola, o nome materno é colocado após o nome paterno). Era neto de Pedro de Vera.
O nome Cabeza de Vaca provém do século XIII. Seu antepassado, Martín Alhaja, era um pastor espanhol que ajudou o rei castelhano Afonso VIII durante a Batalha das Navas de Tolosa, em 1212. Alhaja, que conhecia bem a área, ao pastorear suas ovelhas colocou um crânio de vaca no caminho que levava ao acampamento dos mouros. Assim, o rei cristão surpreendeu o exército mouro e o derrotou. Esta foi a primeira vitória significativa para a reconquista cristã da Espanha. Por sua ajuda, o rei Afonso VIII deu a Alhaja o título de Cabeza de Vaca («Cabeça de Vaca») e o brasão de armas, cujo desenho contém o crânio de uma vaca.

## Soldado
Álvar Núñez Cabeza de Vaca, em meados dos seus 15 anos, tornou-se um caballero («cavalheiro») de Xerez da Fronteira, a serviço do duque de Medina Sidônia. Em seu mais de um quarto de século como cavalheiro, teve como inspiração para carreira militar o seu avô, Pedro de Vera y Mendoza, o conquistador da ilha de Grã Canária, que veio a falecer em abril de 1506.
Condecorado pela bravura demonstrada em 11 de abril de 1512, tornou-se alferes da cidade de Gaeta, a qual é localizada próxima a cidade de Nápoles. Dentre seus maiores feitos como militar, há de ser destacada a luta contra os rebeldes do movimento comunero («comuneiro»), ajudando posteriormente a reconquistar o Alcázar de Sevilha. Encerrou sua carreira militar em 1522, na batalha de Puenta de la Reina, em Navarra.
Após tal batalha, retirou-se do serviço militar e foi tentar a sorte no Novo Mundo, local no qual não participou de combates como soldado, até que na província do Rio da Prata, em sua segunda viagem à América, entrou em conflito contra os guaicurus por haverem recusado sua proposta de paz.

## Primeira expedição na América
Cabeza de Vaca partiu para o Novo Mundo, como tesoureiro da esquadra comandada por Pánfilo de Narváez, em 1527, ano em que abandonou a vida construída na Espanha como soldado e alcoviteiro, e, no dia 15 de abril de 1528, desembarcou na baía de Tampa, Flórida. Sua empreitada mostrou-se extremamente arriscada após poucos meses de ocupação daquele território, quando viu-se como um dos 22 sobreviventes de uma expedição de 600 homens.
Pensando estar próximo de minas de ouro, o comandante da expedição, Pánfilo de Narváez, ignorou a vontade de Cabeza de Vaca e partiu em busca do valioso metal, resultando em grandes baixas de homens e não encontrando o tão precioso ouro. Perdidos, tiveram que assassinar seus cavalos para se alimentarem, dentre outros sacrifícios realizados em prol da sobrevivência. Compreenderam então as durezas do Novo Mundo, terra que prometia imensa fertilidade, mas que, ao mesmo tempo, parecia cada vez mais inóspita a seus invasores. Finalmente o grupo de Cabeza de Vaca conseguiu materiais necessários para a construção de cinco pequenas embarcações, com capacidade máxima para 50 pessoas cada um (o grupo era de aproximadamente 10 pessoas), para explorarem o México. Acabaram por chegar ao golfo do rio Mississípi, onde foram recebidos por um tornado, que dispersou o grupo e resultou no desaparecimento de diversas embarcações, dentre elas, a capitaneada por Narváez, chefe da expedição.
Os sobreviventes ainda tentaram inutilmente reparar as embarcações, mas quase todos eles acabaram sendo facilmente capturados, escravizados e mortos por diversas tribos indígenas. Afinal, restaram apenas Andrés Dorantes de Carranza, Alonso del Castillo Maldonado, o marroquino Estebanico, e o próprio Álvar Núñez Cabeza de Vaca, que conseguiram fugir para a Cidade do México, de onde Cabeza de Vaca pôde retornar à Espanha em 1537.
Nesta expedição, Cabeza de Vaca explorou o território hoje ocupado pelo estado do Texas, e os mexicanos Tamaulipas, Novo Leão e Coahuila. Não podemos afirmar que a primeira expedição de Álvar Núñez Cabeza de Vaca tenha sido totalmente perdida entre infortúnios e desencontros, já que ele acabou por conquistar a simpatia de diversas tribos indígenas, passando a atuar como mercador.
Depois de finalmente alcançar as terras colonizadas de Nova Espanha, onde encontrou companheiros espanhóis perto da atual Culiacã, Cabeza de Vaca conseguiu chegar à Cidade do México. De lá, embarcou de volta para a Europa em 1537. Muitos pesquisadores tentaram traçar o percurso exato de Cabeza de Vaca. Como ele só começou a escrever sua crônica de viagem quando já havia retornado à Espanha; seu relato foi feito de memória, e ele já não se lembrava exatamente do trajeto. Cientes de que seu relato apresenta numerosos erros de cronologia e geografia, os historiadores têm trabalhado para juntar as peças do quebra-cabeças, e reconstruir os caminhos do explorador.

### Escravo
Após sofrer com um naufrágio (que será retratado posteriormente), Cabeza de Vaca avistou um grupo conhecido de viajantes, sendo eles os capitães Andrés Dorantes e Alonso del Castillo. Logo, Cabeza de Vaca pôde concluir que estaria livre da sua condição de sobrevivente e poderia finalmente chegar a Pánuco (no atual estado mexicano de Veracruz); porém, não conseguindo alcançar o grupo, permaneceu junto à uma tribo de índios, e ali tornou-se escravo.
Como tal, foi selecionado para realizar tarefas pesadas e desgastantes, como colher raízes profundas do fundo d’água, ou participar da safra de cana. Após passar mais de um ano como escravo, optou por fugir para uma tribo vizinha: os charrucos. Tornou-se comerciante na mesma região, estabelecendo-se ali por anos, enquanto tentava convencer o seu companheiro Lope de Oviedo a deixar a ilha e fugir, ideia a qual não era bem vinda por Oviedo, que não sabia nadar, e tinha receio de vir a falecer em tal empreita. Somente em 1533 que ambos deixaram a ilha, e finalmente encontraram seus companheiros, os mesmos capitães que Cabeza de Vaca e Oviedo não conseguiram alcançar: Andrés Dorantes e Alonso del Castillo, que não diferentes de Cabeza de Vaca e Oviedo, tornaram-se escravos de tribos indígenas distintas. Cabeza de Vaca optou por permanecer com seus companheiros, opção a qual foi veementemente refutada por Oviedo, que foi-se embora e nunca mais foi visto. Após seis meses vivendo como escravos, todos os três companheiros de viagem (pois Oviedo havia deixado o grupo) decidiram por fugir em uma situação oportuna, já que os índios que os escravizavam entraram em conflito entre eles. Finalmente, em 1534, com fama de curandeiro, Álvar Núñez Cabeza de Vaca foi para a tribo dos avavares.

### Curandeiro
Na ilha que batizou como Mal Hado («Mau Fado»), Álvar Núñez Cabeza de Vaca tornou-se curandeiro, não por opção própria, não por vocação, e sim por imposição. Os índios dali estavam tão desesperados por uma cura, que diziam aos espanhóis que os curassem; caso não fossem capazes de tal feito, iriam cessar a alimentação dos mesmos. Logo, após tais pressões, os indígenas se decidiram por realizar rezas cristãs católicas, como o Pai-Nosso, Ave-Maria, e rogações a Deus.
Álvar Núñez Cabeza de Vaca diz no seu livro Naufrágios, que por clemência Divina, todos os que passaram pelas preces dos espanhóis diziam-se curados, fato que acarretara em tratamento excepcional por parte dos índios para com os espanhóis. Quando partiu em 1534 para a tribo dos avavares, chegou com fama de curandeiro e ali realizou diversas outras curas, atingindo o ponto de atribuírem a ele uma ressuscitação. Sua fama de curandeiro alastrou-se com tamanha magnitude, que quando reencontram os espanhóis, a milhares de quilômetros dali, quase quatro mil índios eram seguidores de Álvar Núñez Cabeza de Vaca e seus companheiros.

## Escritor
Na introdução do livro Naufrágios, Juan Francisco Maura ressalta a formação do imaginário de Álvar Núñez Cabeza de Vaca. Ele afirma que o porto andaluz de Sanlúcar de Barrameda está somente a oito milhas de Xerez, cidade natal de Cabeza de Vaca, e que esse porto era a principal saída para as Índias. Seria portanto plausível que o jovem Álvar tivesse visto várias partidas de navios para as Índias, e que isso tivesse ampliado seu imaginário.
Uma das características mais importantes do texto de Cabeza de Vaca é a credibilidade que transmite ao leitor (no caso, o rei da Espanha). Essa forma de escrita é influenciada diretamente pelos relatos de Fernão Cortês, que já há muito tempo relatava sobre as maravilhas do novo mundo, sobre sociedades vastas e cidades gigantes. Cabeza de Vaca é nitidamente influenciado pela cultura na qual a Espanha estava emergida, e na Espanha pós Cortês, à margem do novo mundo.
Cabeza de Vaca nos apresenta uma visão imparcial dos indígenas: ele acredita que o relato expõe índios bons e ruins, com as mesmas qualidades e defeitos dos visitantes espanhóis. Esse ponto de vista pode ser fundamentando por dois trechos:
- O primeiro contato no qual os índios explicam e guiam os espanhóis[9] para Apalache, local supostamente com indícios de ouro. [10] Cabeza de Vaca relata nesse trecho que os índios não foram agressivos, e com a ajuda de um tradutor, os ajudaram a chegar lá.
- O segundo ponto é que durante o caminho, o autor relata que encontrou várias bandeiras da Espanha e patrícios seus mortos e sepultados em forma de ritual.[10] Esse ponto é crucial para a formação da consciência de Álvar, pois ele enxergou os índios passíveis de humor, vontade e interesses, os quais não estariam supostos a serem subjugados sem uma luta.

Um detalhe que deve ser lembrado nas crônicas de Álvar Núñez, é a maneira como ele relata e tenta descrever as maravilhas que ele via, a natureza, os animais, e tudo mais que era diferente do seu lugar natal. O autor descreve ter visto leões e outros animais, e plantas que não existem na natureza do local. Esse conceito de apresentar a visão de um mundo completamente desconhecido, utilizando conceitos prévios e formas de imaginação que não são desse mundo novo, é um conceito conhecido como alteridade.
De certa forma, o naufrágio ilhou Cabeza de Vaca e seus companheiros, os deixando à deriva na ilha, e isso fez com que eles tenham que procurar formas alternativas de alimentação e sobrevivência. O fator decisivo para a sobrevivência de Cabeza de Vaca foi seu conhecimento sobre medicina, que ajudou ele a curar alguns índios, e isso o tornou curandeiro de facto da tribo.
Ele afirma que os índios traziam-lhe pela manhã, em forma de pagamento, carne de veado (uma das citadas alteridades). Ao se relatar como fazia as curas (lembrando que este é um relato para o rei da Espanha), afirma que não fazia nada mais que rezar, sentava próximo ao corpo, e pedia sinceramente a Deus que curasse a alma impura e perdida do índio, pois eram ingênuos sobre a realidade do mundo.
E após muito tempo vagando e vivendo pela Nova Espanha, Cabeza de Vaca consegue retornar para a Europa e relatar sua viagem para o rei espanhol, e publicar sua obra.

## Segunda expedição na América

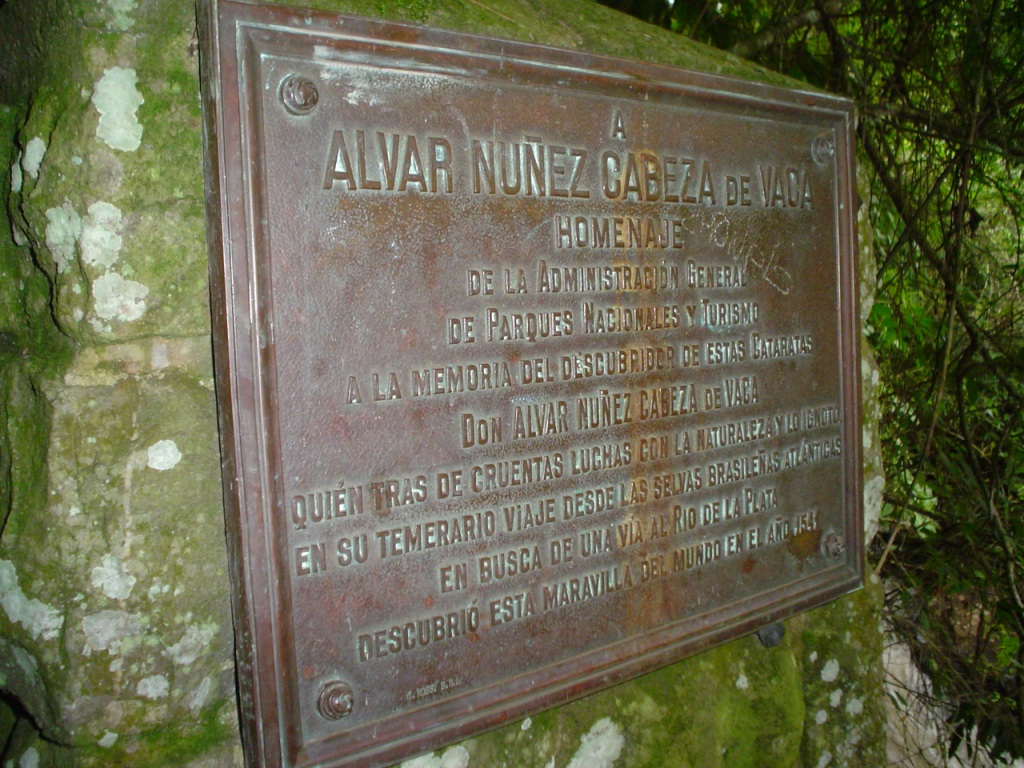
Placa comemorativa do descobrimento das Cataratas do Iguaçu.

Após ter sido nomeado governador da província do Rio da Prata e do Paraguai, Cabeza de Vaca voltou à América, em 1540, a fim de restabelecer o assentamento de Buenos Aires.
Em sua segunda visita, Cabeza de Vaca desembarcou em terras hoje pertencentes ao Brasil, tendo chegado primeiramente à Ilha de Santa Catarina, onde desembarcou com 250 homens e 26 cavalos, e iniciou sua jornada pelo sertão brasileiro, através do Caminho de Peabiru, até chegar em Assunção. Nesse caminho, foi o primeiro europeu a descobrir as cataratas do Iguaçu.
Nesse trajeto, contou com a ajuda dos franciscanos Bernardo de Armenta e Alonso Lebrón, que desde 1538 faziam esforços de evangelização dos nativos da etnia carijó, no território que atualmente pertence à cidade de Laguna, no litoral do estado brasileiro de Santa Catarina, e desse modo poderiam facilitar os contatos com os povos nativos.
Após falhar em sua missão de restabelecimento de Buenos Aires, foi mandado de volta à Europa em 1545, e foi preso por má administração (e também fora aprisionado pelo seu próprio povo em 1546).
Após o retorno à Europa, seu secretário, Pero Hernández, escreveu em 1555 uma obra denominada Comentários, de Álvar Núñez Cabeza de Vaca, onde descreveu as expedições que Cabeza de Vaca empreendeu como governador da Província do Rio da Prata e do Paraguai.
Finalmente, Álvar Núñez Cabeza de Vaca morreu pobre em Sevilha, em data incerta.